# エヴェンキ語
エヴェンキ語（エヴェンキご、エヴェンキ語：Эвэды̄ турэ̄н、ロシア語：Эвенкийский язык）あるいはエウェンキ語（中国語：鄂温克语、拼音: èwēnkèyǔ）は、エヴェンキ族が話す言語。ツングース諸語ではシベ語と並んで話者の最も多い言語で、話者は約2.9万人。エヴェンキ族の居住地域はロシア、中華人民共和国、モンゴルの3ヶ国に跨る。このうち中国国内のエヴェンキ語をソロン語として別個に考える立場もある。
1930年代以前は現在のエヴェン語と併せてツングース語と呼ばれていた。エヴェンキ(əwəŋkə)とは動詞「降る」əwə-の後に名詞から動詞を派生する接尾辞ŋkəがついたもので、「降りた者」を意味する。これは「高い山の森林から降りてきた人たち」「山林から平原へと降りてきた人たち」という意味である。
エニセイ川以東でバイカル湖以北に居住する人々はエヴェンキ（Эвэнки）と自称する。バイカル湖以西の高地に住む人々はオロチョン（Эвэнки、意味は“オルホン川の人々”或いは“馴鹿の飼育を生業とする人々”）と自称する。ブリヤート共和国一帯に住む遊牧民は“ムルチェン”（Морчэн、意味は“馬上の人々”）と自称する。ビュリュイ川流域に住む人々は“ビラルチェン”（Бирарчэн、意味は“川の人”）と自称する。中国、ロシア国内のオロチョンの言語とエヴェンキ語の東部方言について類似がみられる。北京当局はオロチョン族はエヴェンキ族から独立した民族で、オロチョン語はエヴェンキ諸語の一つとし、ロシア当局は二つは同一民族、同一言語、オロチョン語はエヴェンキ語のオロチョン方言（Орочонский диалект）としている。
話者は中国内モンゴル自治区エヴェンキ族自治旗、フルンボイル市、黒龍江省訥河市、モンゴルセレンゲ県、ロシアクラスノヤルスク地方等に分布する。中国、モンゴル国内のエヴェンキ語は中国語、モンゴル語、満洲語よりの借用語が多い。清朝時代には清朝はソロン人（他にダウール族、ホジェン族も含む）の満州族化を企図したことがあった。現在のエヴェンキ族の言語においての漢族化の程度は他のいくつかの少数民族（ダウール族、満洲族、満洲のシベ族）と比べて相対的に低く、2000年時点では約3万人のエヴェンキ族中で61.5％に当たる18,500人の人々がエヴェンキ語を使用している。一方ロシア国内のエベンキ族の言語においてのロシア化は進んでおり、1992年の調査時では29,901人のエヴェンキ族中で約30％の人々のみがエヴェンキ語を使用し、多くの人々はロシア語しか話せない、或いはロシア語、ヤクート語の併用、ロシア語、ブリヤート語との併用で民族におけるエヴェンキ語の地位が低下している。ロシアのエヴェンキ語の主な借用語はロシア語、ヤクート語、ブリヤート語、エヴェン語で、僅かだがユカギール語、コリャーク語、チュクチ語からの借用語もある。
中国、モンゴルのエヴェンキ語はハイラル、旧バルガ、オルグの三方言に分ける分類と、ホイ河方言（ソロン語、ソロンエウェンキ語）、メルゲル河方言（ツングースエウェンキ語）、オルグヤ河方言（ヤクートエウェンキ語）の三方言に分ける分類があり、またエスノローグではホイ、ハイラル、オルグヤ、旧バルガ、メルゲルの五方言に分類している。このうちホイ方言の使用者数は2000年時点で中国エヴェンキ族全体の90％以上に当たる16,690人に上り、中国におけるエヴェンキ語の標準とみなされている。
ロシアのエヴェンキ語は南部方言、東部方言、北部方言の三大方言に分かれ、約50種類の土語がある。その中でも南北の方言は似通っているが、東部方言と南北方言との差異は比較的大きい。ロシアにおけるエヴェンキ語の標準発音及び綴りは話者が多い南部方言が採用された。1930年から1952年にかけて南部方言のニエフスキー土語を標準発音に採用したが、1940年代にニエフスキーのエヴェンキ人の人口が急速に減少、エヴェンキ族の文化と言語の中心的地位を失った。1952年にサハリン州や沿海州の経済が急速に発展したのに伴い、東部のエヴェンキ人とその他のエヴェンキ人とが隔絶される状況となり、東部方言は南北の二方言との乖離が始まり、サハリン州北西土語が東部の標準的なエヴェンキ語となり、地区の小中学校での教育が展開された。

## 音韻表
中国のエヴェンキ語においては自らの文字を持たず、牧畜地区ではモンゴル文字による筆記、農耕地区や森林地区では筆記方法は無く、漢文を用いる。語学研究資料及び教科書においては国際音声記号や中国が定めたラテン文字への転写法を採用した。一方ロシアにおいては1930年から1931年にかけてエヴェンキ語のラテン文字転写を始め、1936年から1937年にかけてキリル文字転写に改められた。
キリル文字転写
| А а | Б б | В в | Г г | Д д | Е е | Ё ё | Ж ж |
| З з | И и | Й й | К к | Л л | М м | Н н | Ӈ ӈ |
| О о | П п | Р р | С с | Т т | У у | Ф ф | Х х |
| Ц ц | Ч ч | Ш ш | Щ щ | Ъ ъ | Ы ы | Ь ь | Э э |
| Ю ю | Я я |     |     |     |     |     |     |

ラテン文字転写
| A a /a/    | B b /b/ | C c /ts/ | D d /d/  | E e /ə/ | Ē ē /e/  | F f /f/ | G g /ɡ/        | Ḡ ḡ /ɣ/ |
| H h /x. h/ | I I /i/ | J j /dʒ/ | K k /k/  | L l /l/ | M m /m/  | N n /n/ | Ng ng /ŋ/, /ˠ/ |         |
| Ɵ ɵ /ɔ/    | O o /ʊ/ | P p /p/  | Q q /tʃ/ | R r /r/ | S s /s/  | T t /t/ |                |         |
| U u /u/    | V v /ɵ/ | W w /w/  | X x /ʃ/  | Y y /j/ | Z z /dz/ |         |                |         |

## 内モンゴル自治区輝河地域のエヴェンキ語の音韻

### 母音
|          | 前舌 | 中舌 | 後舌 |
| -------- | ---- | ---- | ---- |
| 狭母音   | i    | ʉ    | u    |
| 中央母音 | e    | ə, ɵ | o    |
| 広母音   |      |      | ɑ    |

・短母音と長母音が弁別的である。

### 母音調和
・母音調和が存在する。母音調和が発生するとき、調音器官の緊張の程度によって母音が男性母音、女性母音、中性母音の三つに分類できる。男性母音と女性母音は調和せず、中性母音はどちらにも調和する。
・同一の母音の短母音と長母音のみによってもまた調和が発生する。
| 男性母音 | ɑ, ɑɑ, oo, u, uu    |
| 女性母音 | ə, əə, ɵ, ɵɵ, ʉ, ʉʉ |
| 中性母音 | i, ii, e, ee        |

### 子音
以下の子音が存在する。
|        |            | 両唇音 | 歯茎音 | 硬口蓋歯茎音 | 硬口蓋音 | 軟口蓋音 |
| ------ | ---------- | ------ | ------ | ------------ | -------- | -------- |
| 無声音 | 無気破裂音 | b[p]   | d[t]   |              |          | g[k]     |
| 無声音 | 有気破裂音 | p[pʰ]  | t[tʰ]  |              |          | k[kʰ]    |
| 無声音 | 無気破擦音 |        |        | dʒ[t͡ɕ]       |          |          |
| 無声音 | 有気破擦音 |        |        | tʃ[t͡ɕʰ]      |          |          |
| 無声音 | 無気摩擦音 |        | s[s]   | ʃ[ɕ]         |          | h[x]     |
| 有声音 | 鼻音       | m[m]   | n[m]   |              |          |          |
| 有声音 | 接近音     | w[β̞]   |        |              | y[j]     |          |
| 有声音 | 側面接近音 |        | l[l]   |              |          |          |
| 有声音 | 震え音     |        | r[r]   |              |          |          |

・全ての子音は長子音を持つ。p, t, k, tʃでの出現が最も多く、次にb, d, g, dʒ、次にm, n, l、次にr, s, ʃ, w, さらにr, y, ŋと出現頻度がつづく。長子音は子音の逆行同化によっても出現する。
CC < rC
bb<rb e.g. dəbbə<dərbə「枕」
pp<rp e.g. sappa < sarpa「箸」
dd<rd e.g. əddə < ərdə「朝」
tt < rt e.g. səttə < sərtə「利口」
gg < rg e.g. əggigʉ < ərgigʉ「下」
kk<rk e.g. lakkiraŋ < larkiraŋ「投げる」
hh < rh e.g. ʃihhəg < ʃirhəg「細い糸」
dʒdʒ < rdʒ e.g. dədʒdʒə < dərdʒə「敷蒲団」
tʃtʃ < rtʃ e.g. sʉtʃtʃi < sʉrtʃi「厳しい」

CC < gC
dd < gd e.g. addaraŋ < ardaraŋ「楽しむ」
tt < gt e.g. ayitte < ayigte「古い」
nn < gn e.g. dʒannaraŋ < dʒagnaraŋ「怒る」
ll < gl e.g. nalla < nagla「手」
dʒdʒ < gdʒ e.g. dədʒdʒiŋ < dəgdʒiŋ「上っ調子」
tʃtʃ < gtʃ e.g. atʃtʃathi < agtʃathi「逆に」
mm < gm e.g. amma <agma「口」

CC < bC
tt < bt e.g. hattagga < habtarga「煙管」
kk < bk e.g. əkkərəŋ < əbkərəŋ「包む」
tʃtʃ < btʃ e.g. latʃtʃi < labtʃi「葉」
・12の複合子音を持ち、異音が出現する。
/nt/
/nd/
/rt/
/lt/
/ld/
/ŋtʃ/[nʲt͡ɕʰ]
/ŋdʒ/[nʲd͡ʑ]
/ŋg/
/ŋk/
/yg/[jɟ]
/yk/[jcʰ]

### 音節構造
以下の六つが存在する。
V
　oo「おしろい」, əhiŋ「姉」
VC
　ʉr「山」, əəŋ「薬」
VCC
　ald「尋ねる」, əndrəŋ「罠にかかる」
CV
　dʒʉʉ「部屋」, hahara「鶏」
CVC
　bəy「人」, taŋgursul「多い椀」
CVCC
　hiirt「瞬間」, dʒʉntrʉŋ「ばかになる」

### アクセント[12]
・語の第二音節の母音にアクセントが一般には置かれる。強弱アクセントである。日本語のように意味の弁別には使われない。
aˈmiŋ「お父さん」, ʉˈnʉgʉŋ「乳牛」, pəˈsəglərəŋ「蹴る」, əˈləərəŋ「煮る」, təgˈgətʃtʃisəl「多い服」, dʒiˈriildʒirəŋ「魚が浮かび上がる」, oˈroottoloroŋ「草が生える」

　　　　※(国際音声記号のアクセント記号ˈの使用法に準じて、アクセントをもつ音節開始時に第一アクセントの記号を置いた)
・第二音節以外の音節が長母音の場合、語のアクセントは長母音にうつることがある。
ˈsaadʒiraŋ「知っている」, suldʒiˈgeen「歪んだ角の牛」, dagaˈlaan「付近」, hʉgdʒiˈhəənəŋ「発展させる」
・語の第一音節と第二音節が全て長母音のときは、アクセントは第二音節に必ず置かれる。
baaˈmuuddi「両側だ」, uuˈtaahaŋka(ŋ)naŋ「緊張させる」

## 内モンゴル自治区輝河地域のエヴェンキ語の文法

### 概要
語順はSOVであり、膠着語である。

### 複数
接尾辞である。
下表の「略語」ではSは音節初頭子音、Vは母音(Vowel)、Cは子音(Consonant)、Aは短母音、Lは音節末のlを表している。下付き数字は出現する形式の数である。
| 用途                                                   | 独自のグロス(「略語」) | 活用語尾の形式                         | 語例 |
| ------------------------------------------------------ | ---------------------- | -------------------------------------- | --- |
| 通常の複数                                             | SV6AL                  | sal, səl, sol, sɵl, sul, sʉl (の6形式) | adasal「姉達」həhəsəl「猫達」moosol「木木」 hɵɵggɵsɵl「指指」ʉldʉsʉl「肉肉」                               |
| 親族の複数                                             | NV5L                   | nal, nəl, nol, nɵl, nel                | adanal「姉達」ənihə(ŋ)nəl「おばさん達」ami(ŋ)nel「父達」 hudugunol「親戚の伯母さん達」tʉgʉ(ŋ)nɵl「祖先達」 |
| 人名・地名・氏族や親族の呼称・職務や職業に関係する複数 | CEN                    | ʃeŋ                                    | ʃiŋaʃeŋ「シガ達(人名」imiŋʃeŋ「イミン地区(地名」 gatʃadaʃeŋ「村長達」tʃugaʃeŋ「軍人達」                    |
| 通常の複数                                             | C4C                    | t, r, s, l                             | 下記 |

子音による複数接尾辞は最も古い形態を残している。niŋigt「真っ黒な野生の果物」
　→形が小さく、群れをなすものを-tは表す。
ninihi(ŋ)r「犬達」
　→動物呼称の語幹末に-rは現れる。
ʉr(ŋ)s「山山」
　→-sは自然物の複数概念を表す。
ninihi(ŋ)l「悪い犬たち」
　→-lによってマイナス評価(不満・冷淡・軽蔑)を表す。
名詞や代名詞でなく、形容詞や数詞も複数形となりうる。
honnoriŋ「黒い」→honnoriŋsol「黒いものたち」
antanʃi「甘い」→antanʃisal「甘いものたち」
nadan「七」→nadansal「七(人)たち」
namaadʒ「百」→namaadʒsal「百たち」

### 格
| 格     | 定性    | 独自のグロス(「略語」) | 活用語尾の形式                                | 日本語訳の例               |
| ------ | ------- | ---------------------- | --------------------------------------------- | -------------------------- |
| 主格   |         | ゼロ                   | なし                                          | ～は、～が                 |
| 属格   |         | NI                     | ni                                            | ～の                       |
| 対格   | 定      | C2CV6A                 | ba, bə, bo, bɵ, bu, bʉ/wa, wə, wo, wɵ, wu, wʉ | ～を                       |
| 対格   | 不定    | C2GV6A                 | a, ə, o, ɵ, u, ʉ/ya, yə, yo, yɵ, yu, yʉ       | ～(何)とかを               |
| 与格   |         | SV2B                   | du, dʉ                                        | ～に                       |
| 処格   | 定(1)   | LV4A                   | la, lə, lo, lɵ                                | ～で、～に                 |
| 処格   | 定(2)   | LV4ALV4A               | dala, dələ, dolo, dɵlɵ                        | ～で、～に                 |
| 処格   | 不定(1) | LI                     | li                                            | ～(何処)かに、～(何処)かで |
| 処格   | 不定(2) | DV2BLI                 | duli, dʉli                                    | ～(何処)かに、～(何処)かで |
| 奪格   |         | DIHI                   | dihi                                          | ～から、～より             |
| 具格   |         | JI                     | dʒi                                           | ～で                       |
| 共格   |         | TE                     | te                                            | ～と                       |
| 方向格 |         | THV4AHI                | thahi, thəhi, thohi, thɵhi                    | ～へ                       |
| 比較格 |         | THI                    | thi                                           | ～よりも                   |
| 限定格 |         | C2AV4AN                | haŋ, həŋ, hoŋ, hɵŋ/kaŋ, kəŋ, koŋ, kɵŋ         | ～だけが、～だけの         |
| 有格   |         | CI                     | ʃi                                            | ～を有する                 |
| 所有格 |         | TEEN                   | teen                                          | ともにすべて               |